# Micro (guitare)
 (août 2020).
Si vous disposez d'ouvrages ou d'articles de référence ou si vous connaissez des sites web de qualité traitant du thème abordé ici, merci de compléter l'article en donnant les références utiles à sa vérifiabilité et en les liant à la section « Notes et références ».
Pour les articles homonymes, voir Micro.

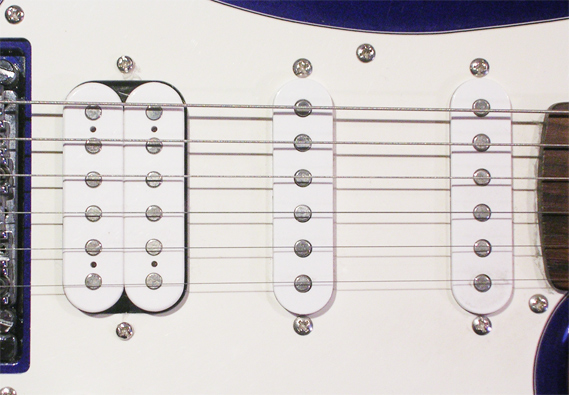
Un humbucker (à gauche) et deux micros simples (au milieu et à droite) sur une guitare électrique, une configuration appelée HSS.

Les musiciens francophones appellent micro le capteur électromagnétique (en anglais pickup) qui transforme la vibration des cordes métalliques d'une guitare électrique ou basse électrique en signal électrique. Les inventeurs ont voulu, avec ce transducteur, éviter la susceptibilité aux sifflements d'effet Larsen des microphones. Ils ont ainsi créé, avec l'amplificateur, un instrument de musique original.
Les guitares, basses et pianos électriques utilisent principalement ce genre de capteur, dont la construction s'adapte à l'instrument et à la sonorité souhaitée.

## Principe

### Fonctionnement

Action de la corde sur le bobinage. Le signal suit la vitesse de déplacement de la corde.

Un capteur de guitare est constitué d'un ou plusieurs aimants, entourés d'une bobine de fil de cuivre de plusieurs milliers de tours. Le fonctionnement se fonde sur la loi de Lenz-Faraday.
Les cordes doivent contenir un matériau magnétique. L'unique utilité des aimants est de magnétiser la corde. Ça permet d'obtenir un champ magnétique. Donc nous avons une bobine fixe avec un champ magnétique ondulant pour induire une tension.. La variation du champ induit dans la bobine une force électromotrice proportionnelle à la vitesse de déplacement de la corde. Un câble achemine ce signal électrique à un amplificateur (pré-amplificateur, amplificateur de puissance et enfin haut-parleur, qui émet le son amplifié).
Les capteurs électromagnétiques réagissent à toutes les variations du champ magnétique, mais les seules qui constituent le signal musical sont celles qui proviennent des cordes de l'instrument. Cependant, tous les appareils qui fonctionnent avec le courant alternatif à 50 ou 60 Hz produisent un champ électromagnétique basse fréquence, que le capteur détecte. On retrouve dans le signal une « ronflette » à la fréquence du secteur — et de ses harmoniques, qu'on ne peut filtrer, puisqu'elle se trouve dans la même bande de fréquence que la musique. Il est possible de blinder la cavité de la guitare pour protéger les composants du circuit électrique de la guitare (potentiomètres...), mais les micros sont par leur principe même ouverts à ces perturbations. Pour réduire leur effet, les fabricants proposent plusieurs combinaisons de bobinages et d'aimants (en dernier recours, on peut utiliser un noise gate pour les éliminer en l'absence de signal musical).
Le fonctionnement des capteurs de piano électrique est identique, mais les éléments vibrants sont des lames métalliques, plus compactes, que les constructeurs peuvent entourer d'un blindage pour éviter les perturbations. En contrepartie leur vibration est moins harmonique.

### Conception
La plupart des micros de guitare possèdent six aimants (un par corde) dont les pôles sont alignés. D'autres modèles plus rares (comme les mini-humbuckers ou hotrail) ont une barre continue qui capte les vibrations des cordes. Les micros sont soit fixés directement sur le corps de la guitare, soit intégrés dans le pickguard, une plaque généralement en plastique destinée à protéger le corps de l'instrument des coups de médiator, qui recouvre l'électronique de la guitare.
Il existe de nombreux types de micros différents et de nombreux constructeurs. Toutefois, s'il n'existe pas de dimension standard, la plupart des micros simples peuvent être posés sur une Stratocaster et la plupart des micros doubles sur une Les Paul.
Les bobinages sont généralement constitués d'un fil de cuivre enroulé sur plusieurs milliers de tours (6 500 pour un micro simple typique). Très fin, le fil de cuivre peut mesurer plus de 700 mètres de long.
Les capteurs sont construits selon deux principes de conception généraux, micro à simple bobinage et micro à double bobinage.

#### Micros à simple bobinage

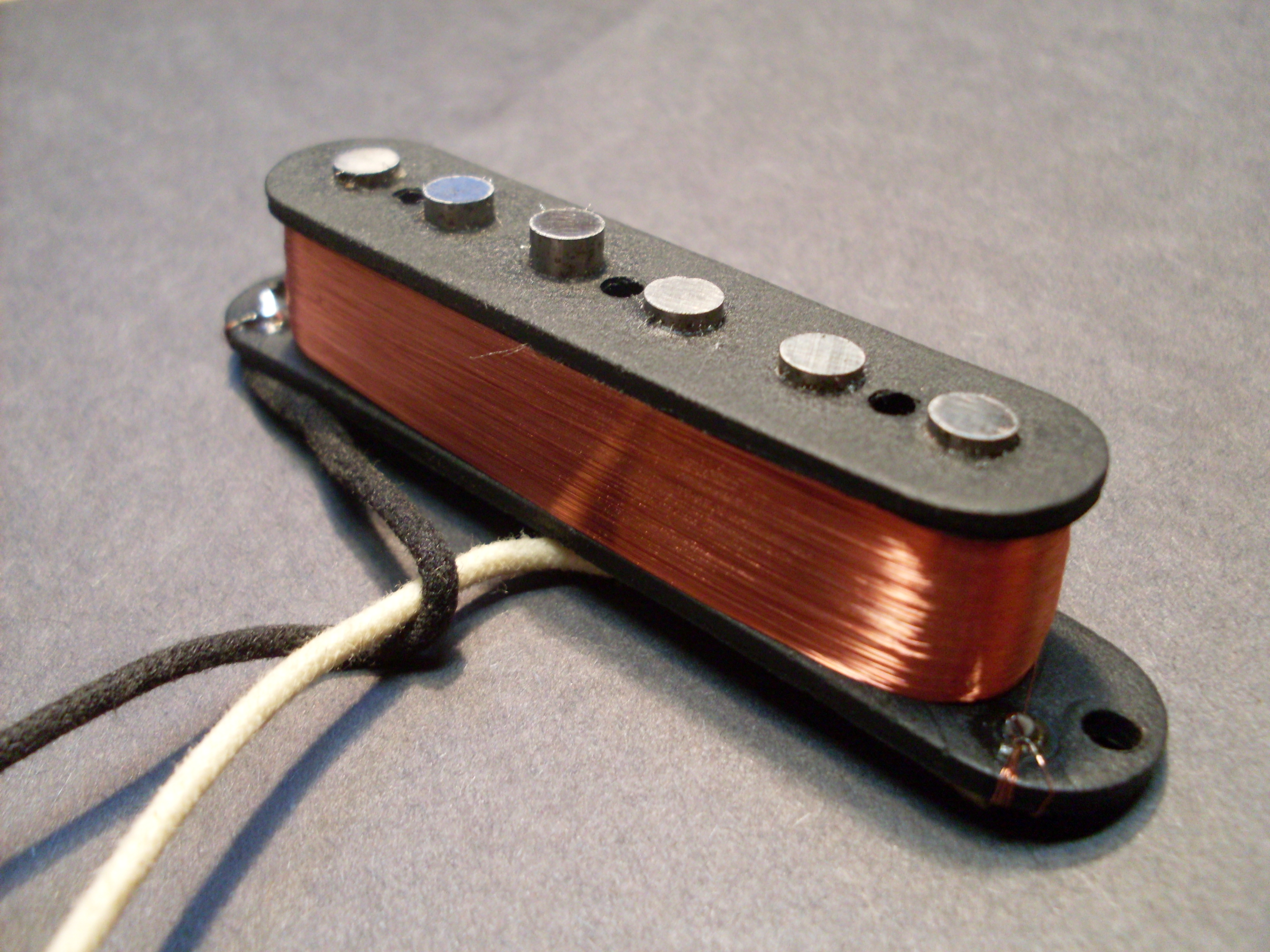
Un micro simple.

Les premiers micros pour guitare électrique, inventés dans les années 1930, sont constitués d'un seul bobinage (single coil) de plusieurs milliers de tours de fil de cuivre entourant un aimant permanent.
Les micros simples ont un son décrit comme étant « clair » et aigu. Ils sont particulièrement sensibles aux variations du champ magnétique, notamment la « ronflette » ou buzz à 50 ou 60 Hz.

#### Micros à double bobinage

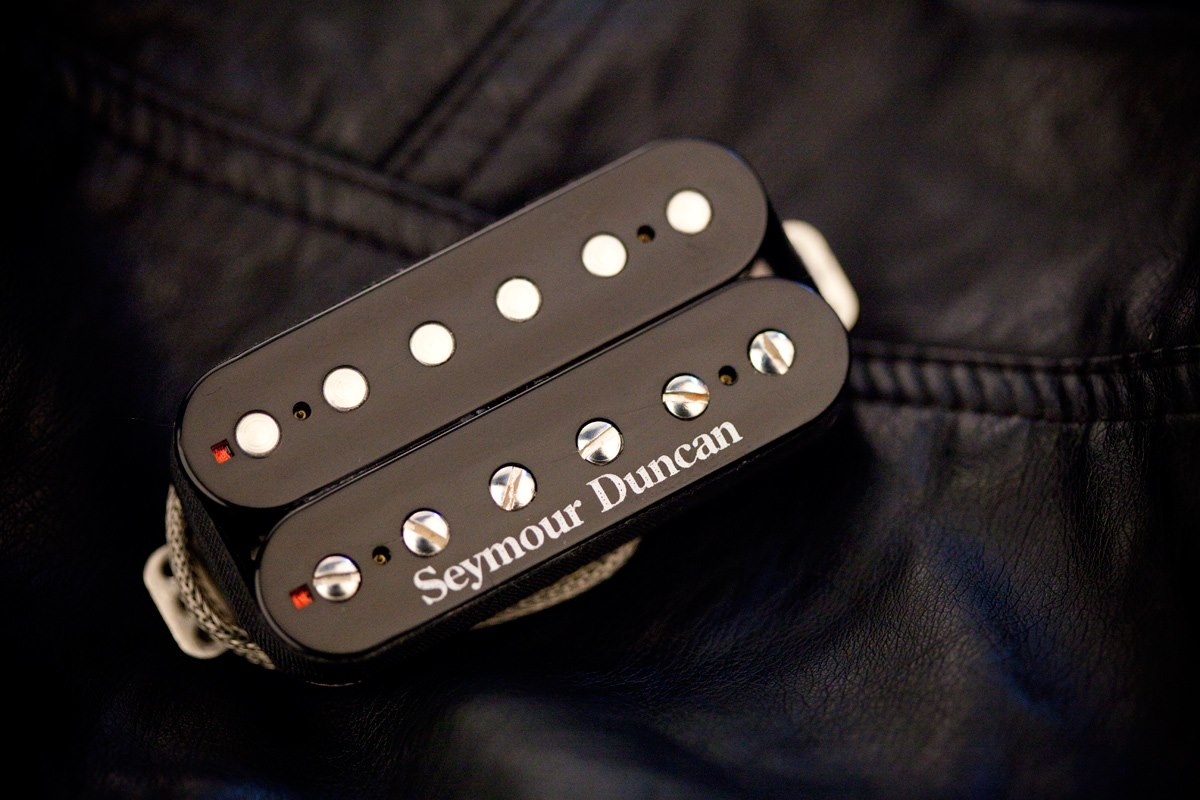
Un humbucker Seymour Duncan.

Les micros à double bobinage, aussi appelés micros doubles ou humbuckers, associent deux bobinages câblés avec inversion de polarité des aimants et des bobines. Les deux bobines sont câblées en série (ou, plus rarement, en parallèle) en opposition de phase. De cette manière, les perturbations électromagnétiques, qui ne dépendent pas de la polarité des aimants, s'annulent, tandis que les signaux que produit la vibration des cordes dans les deux micros s'ajoutent. Cela fournit un signal généralement plus puissant qu'un micro à simple bobinage. Le son d'un humbucker est décrit comme « chaud » et « moelleux ». Les deux bobines d'un micro double produisent en effet deux fréquences de résonance rapprochées.
Un humbucker possède six pièces polaires non ajustables dans une des bobines, et six autres ajustables sous la forme de vis dans l'autre bobine.
Les micros doubles peuvent avoir les deux pièces visibles ou être recouverts d'un capot (doré, chromé, en plastique...).

Les micros à double bobinage peuvent être splittés (via un interrupteur), c'est-à-dire que seule une des deux bobines est active. Cela offre un son différent, plus proche de celui d'un simple bobinage.

## Combinaisons de micros

### Placement du micro
Le placement d'un micro par rapport aux cordes influe fortement sur le son : plus il est placé proche du chevalet, plus il a un son aigu et perçant ; plus il est placé proche du manche, plus il a un son doux. Bien entendu, quand le musicien joue près de l'octave, l'effet du placement d'un micro placé près du manche change radicalement : alors qu'il était proche du milieu de la corde, il se retrouve près de l'extrémité[pas clair][réf. nécessaire].

### Combinaisons de micros

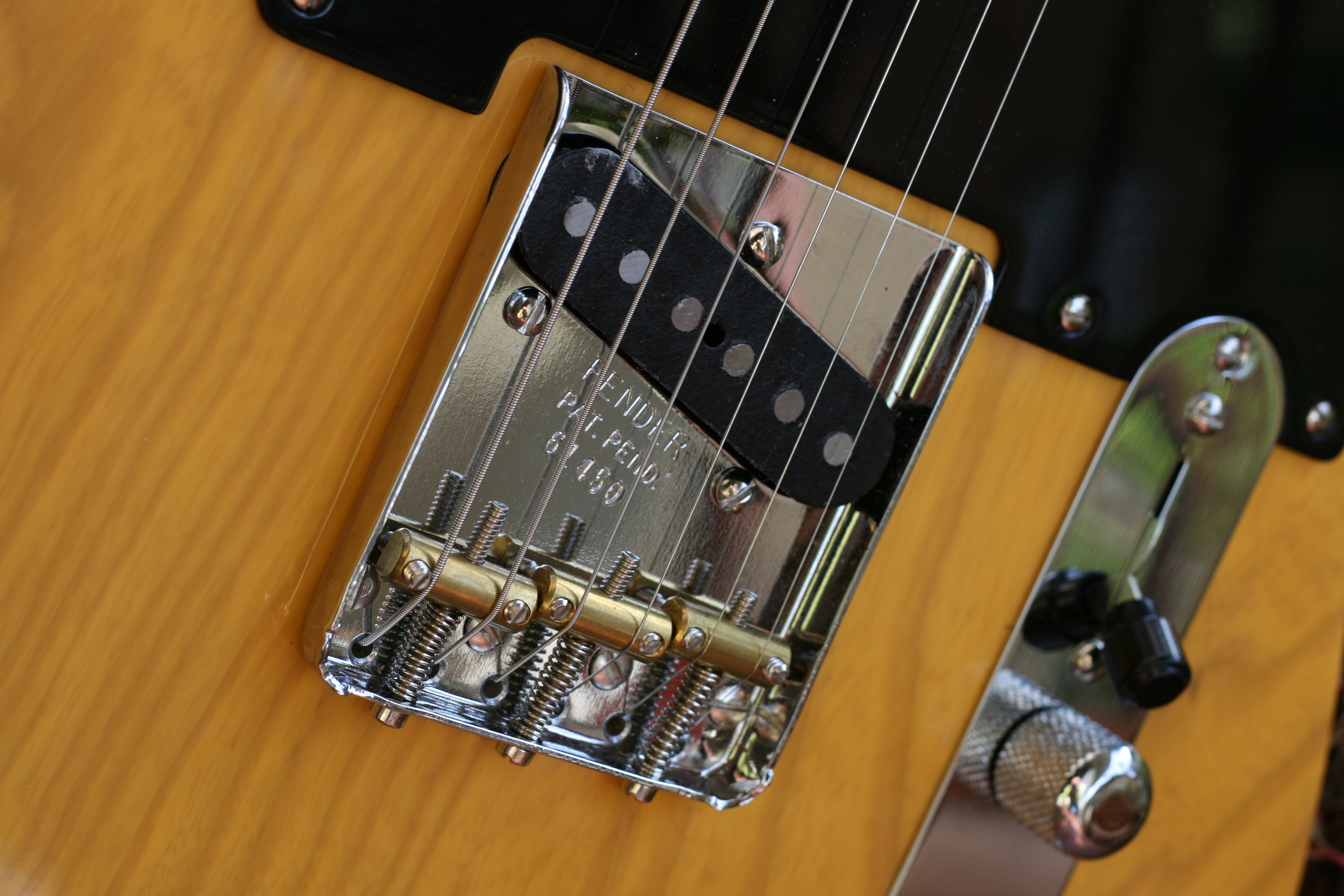
Sélecteur de micros sur une Telecaster (en noir, juste au-dessus du potentiomètre de volume). Ici, il est en position chevalet.

Il est fréquent d'avoir plusieurs micros sur une guitare électrique. On parle ainsi de « micro chevalet », « micro manche », et lorsqu'un troisième micro est présent entre les deux, de « micro du milieu ». Les Stratocaster ont généralement trois micros simples, tandis que les guitares Gibson comme la Les Paul ont deux micros double. Sur certains modèles (notamment les Super Strat), on trouve une combinaison de micros simples et de micros doubles. Un sélecteur permet de choisir le micro ou la combinaison de micros.
Les combinaisons les plus fréquentes sont les suivantes :
- Sur les guitares à deux micros (Les Paul, Telecaster...), on a généralement le micro chevalet, le micro manche, ou les deux ensemble (cette position donne un son « brillant et cliquetant »[10])
- Sur les guitares avec trois micros, on trouve généralement micro chevalet, micro du milieu, micro manche, ainsi que deux positions combinant le micro manche et celui du milieu, et une autre combinant micro chevalet et micro du milieu[10].

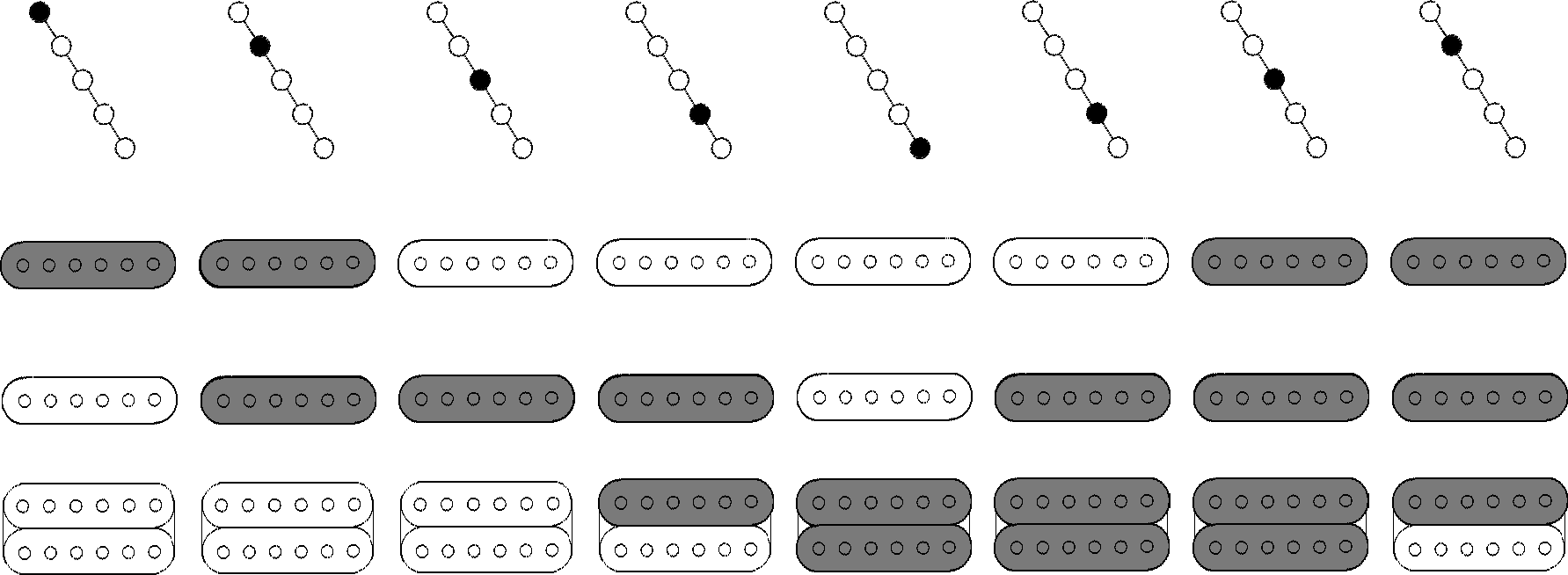
Exemples de combinaisons de micros selon le positionnement du sélecteur (les deux dernières positions à droite sont des alternatives).

Dans la nomenclature utilisée par les fabricants de guitare, les micros simples sont désignés par la lettre S et les micros doubles par la lettre H de humbucker. Ainsi, HH désigne les guitares à deux humbucker ; SSS les guitares à trois micros simples comme les Stratocaster ; HSS une guitare avec un micro double en chevalet et deux micros simples.

## Caractéristiques

### Caractéristiques électriques
Le micro est le premier élément d'une chaîne de traitement du signal électrique. Son placement par rapport aux cordes (plus ou moins proche du chevalet) est d'une grande importance.
Les micros offrent presque toujours la possibilité de régler la hauteur et l'inclinaison transversale. Certains permettent de régler la hauteur corde par corde, afin de parfaire l'équilibre entre celles-ci. Baisser la hauteur des micros diminuera l'amplitude du signal de sortie et donnera un volume moins élevé.
Les caractéristiques de transduction d'un micro dépendent de l'intensité du champ magnétique déterminé par les aimants permanents : les progrès dans la fabrication des aimants se retrouvent dans les micros. Comme dans beaucoup d'autres cas, le choix des ingénieurs n'est pas toujours celui des musiciens ; les micros vintage ont leurs amateurs.

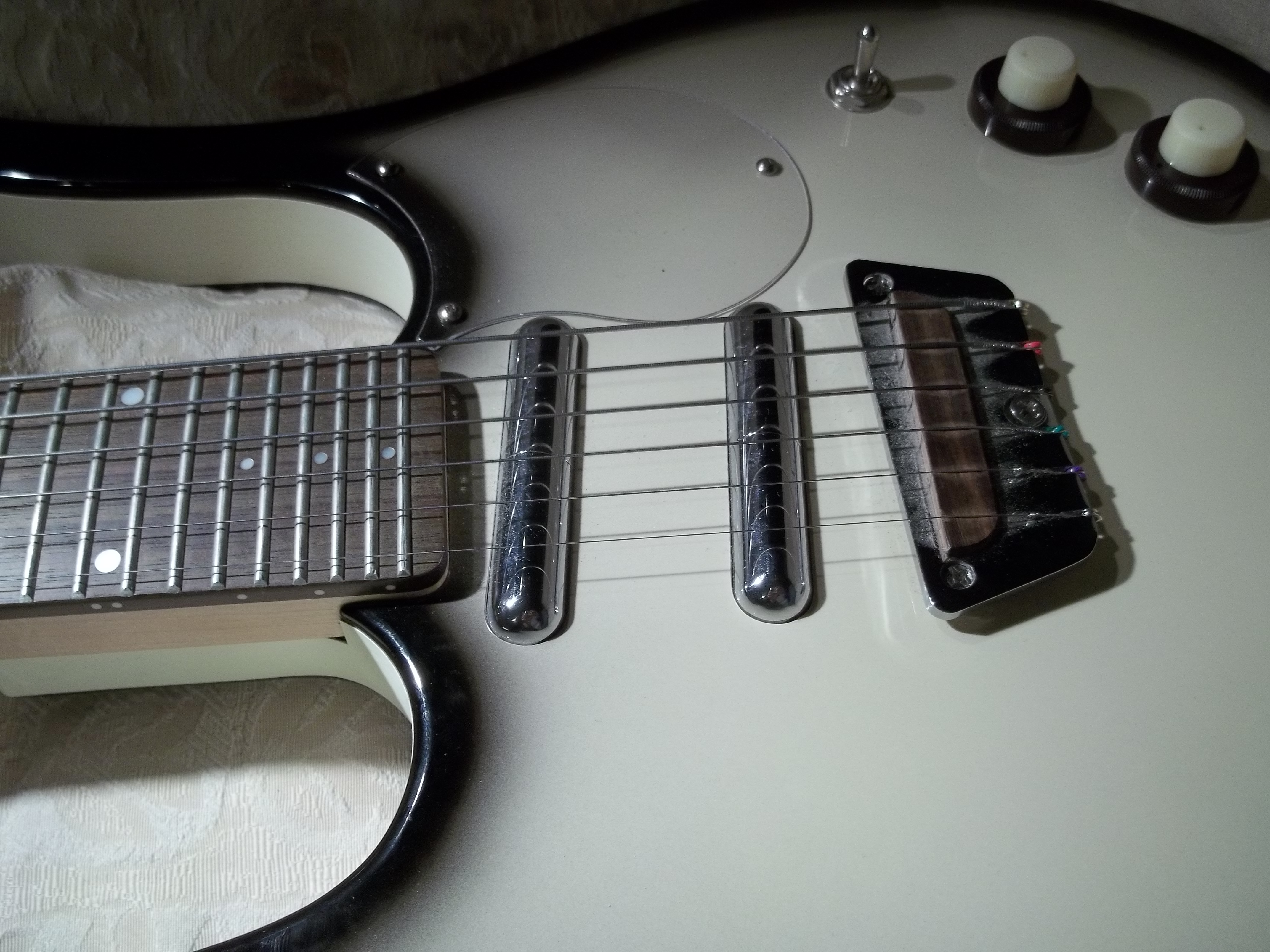
Micros simples "lipstick" sur une guitare Danelectro.

La forme du champ influence notablement la transduction de la vibration de la corde en signal électrique. Des pièces polaires peuvent guider le flux[pas clair]. La largeur de la bobine a des conséquences sur la captation des partiels d'ordre le plus élevé dans la vibration de la corde, particulièrement quand le musicien joue dans les cases proches du corps de la guitare[réf. nécessaire]. Ainsi, la différence de sonorité est évidente entre les micros simples habituels de la Stratocaster (bobine étroite, et haute), et les P-90, ou plus encore les micros de la jazzmaster, dont les bobines sont larges (et plates).
Les caractéristiques électriques d'un micro sont celles d'un bobinage :
- inductance
- résistance
- capacité parallèle

Les micros possèdent une fréquence de résonance plus ou moins marquée, selon la résistance du bobinage. À cette fréquence, pour la même excitation, le signal est plus grand. Au-delà, le niveau décroit rapidement, à peu près à 12 décibels par octave[réf. nécessaire]. Tous les éléments reliés au micro comptent pour le calcul de cette fréquence et pour l'augmentation du niveau : circuit de volume et de tonalité, câble jusqu'à l'ampli ou la pédale d'effet, et étage d'entrée de cet appareil. La fréquence de résonance est normalement au-delà de la tessiture de la guitare, mais elle affecte la tonalité.

### Micros actifs

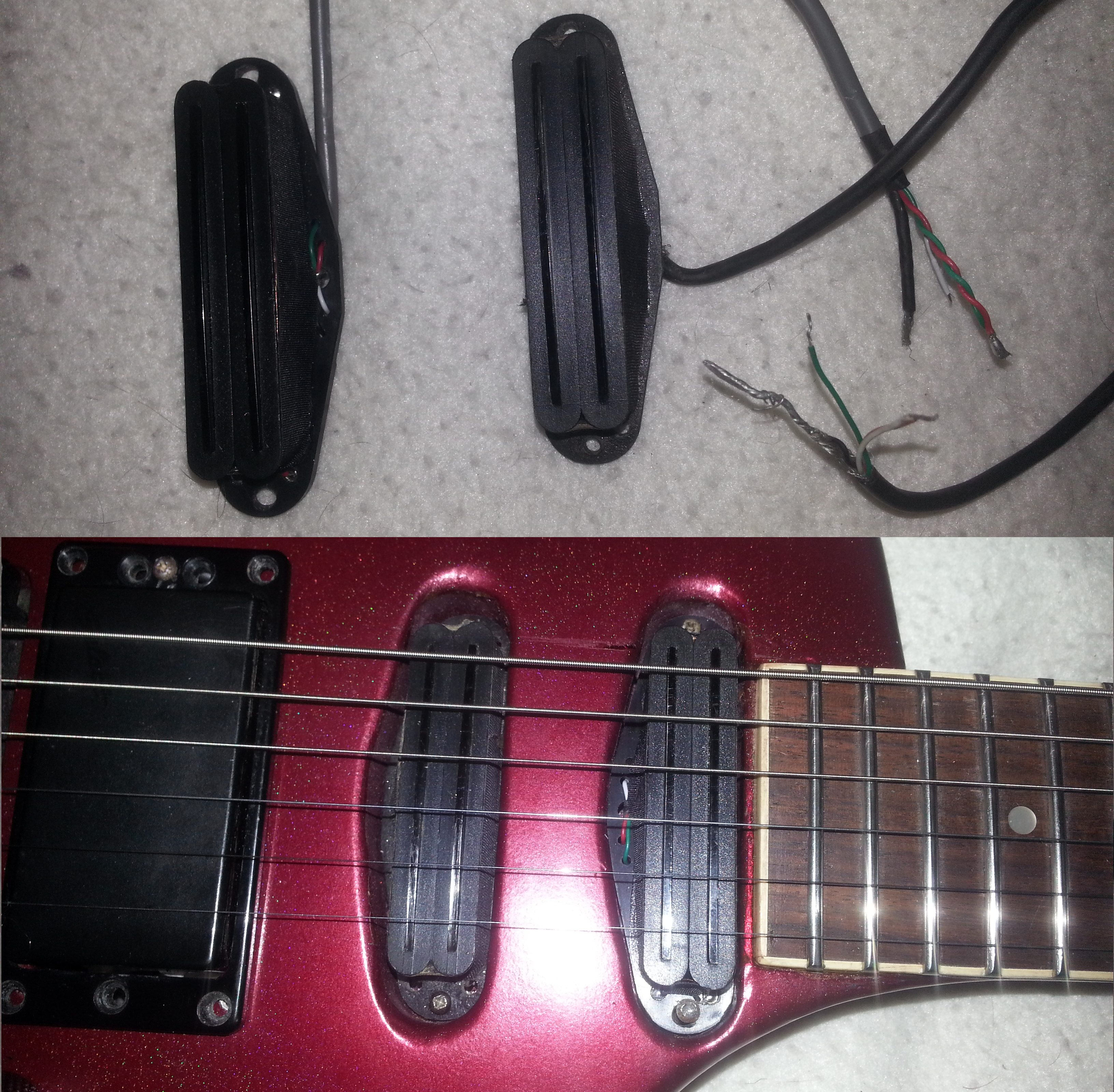
Mini humbucker au format hotrail (avec une seule pièce continue plutôt que des plots pour capter la vibration de la corde).

Des instruments exploitent la possibilité d'héberger un préamplificateur à proximité immédiate du capteur. Cet amplificateur n'est pas conçu pour augmenter l'amplitude du signal, mais pour abaisser l'impédance de sortie de l'instrument, ce qui réduit les pertes, sensibles pour les plus hautes fréquences avec de longs câbles, et rend le signal moins sensible aux interférences avant qu'il n'arrive à l'amplificateur ou à la pédale d'effet. Les microphones actifs ont besoin d'une alimentation (pile électrique le plus souvent). Leur intérêt réside principalement dans leur capacité à produire un signal plus « propre », donc plus apte à des traitements (effets) nombreux[réf. nécessaire], notamment la saturation du signal. Pour cette raison, certains guitaristes metal ou rock les préfèrent[réf. souhaitée].
Les microphones actifs sont plus souvent utilisés pour les guitares basses[réf. souhaitée]. Les bassistes ont été plus ouverts à utiliser les microphones actifs que les guitaristes, qui n'ont pas montré autant d'intérêt à disposer de fréquences aigües supplémentaires par rapport aux micros passifs[réf. souhaitée] et se sont montrés plus réticents, parce que les microphones actifs produisent un son riche en harmoniques élevées, dit « froid » par rapport au son « chaud » des  microphones Alnico, qui privilégient la fréquence fondamentale[réf. souhaitée].
Les micros actifs peuvent également produire un son très différent des micros passifs lorsqu'ils sont utilisés avec des fuzz, pédales d'effet qui ont été conçues pour fonctionner avec une impédance élevée.[réf. nécessaire]

## Histoire

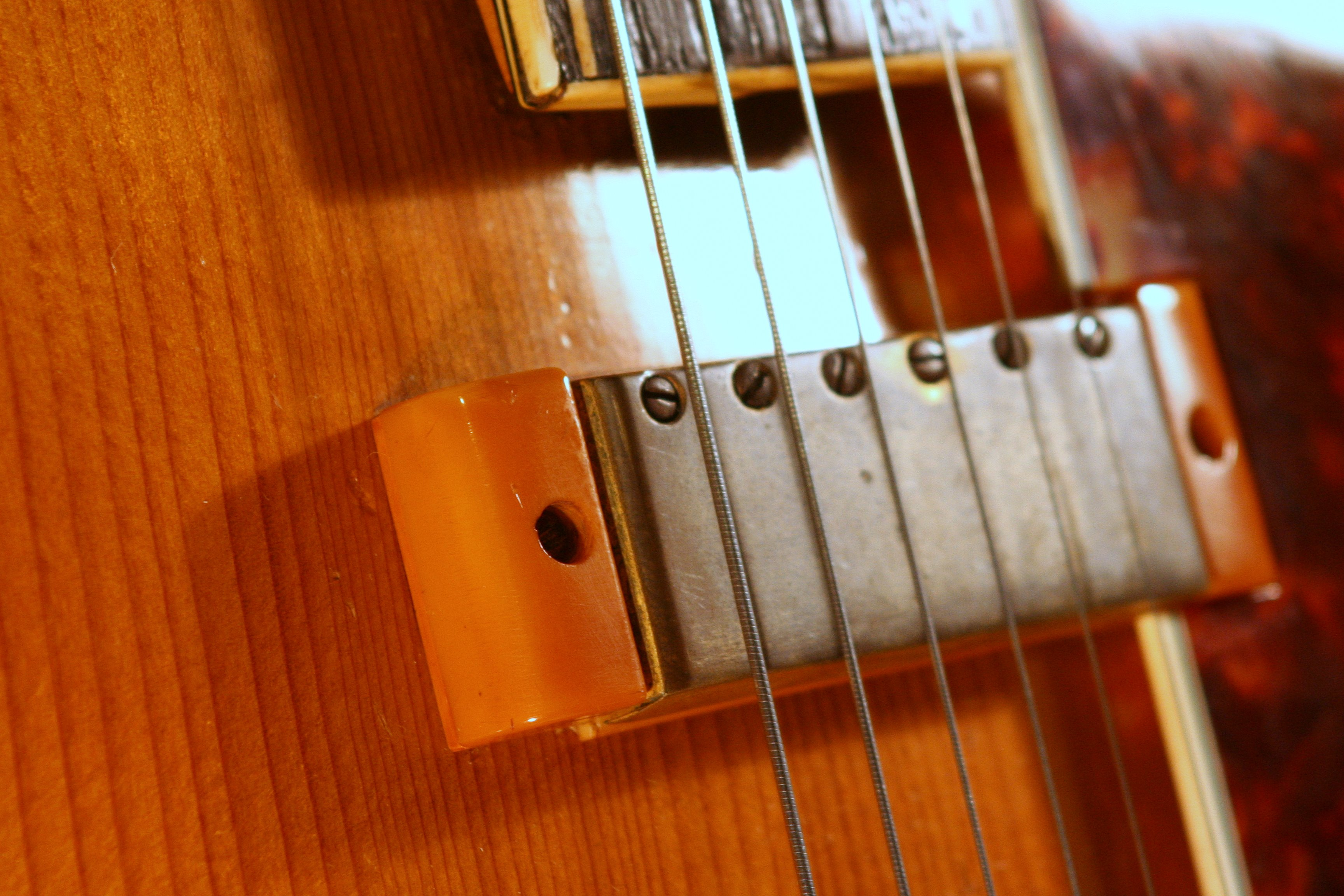
Micro de guitare de 1951.

Le brevet du premier capteur magnétique a été déposé en 1909 et accepté en 1911. Prévu pour le piano, il pouvait aussi bien s'appliquer à tout instrument à cordes en acier. Stromberg et Voisinet proposèrent, sans grand succès, la première guitare électrique en 1928, tandis que Paul Tutmarc construisait son premier modèle, qui devait déboucher sur une guitare hawaïenne de Rickenbacker (la "Frying Pan" modèle A-22). En 1935, la firme Gibson, mieux établie sur le marché, lance le premier modèle ayant connu le succès commercial avec un capteur connu par la suite comme « micro Charlie Christian », composé d'un aimant avec une pièce polaire en fer doux sur toute la largeur des cordes entourée d'un bobinage unique (single coil).
Plusieurs inventions ont ensuite modifié la forme du capteur afin de remédier à des défauts de la construction existante. Comme le caractère sonique du micro s'en trouvait modifié, elles n'ont pas remplacé les types plus anciens, les musiciens préférant le son de l'un ou de l'autre.

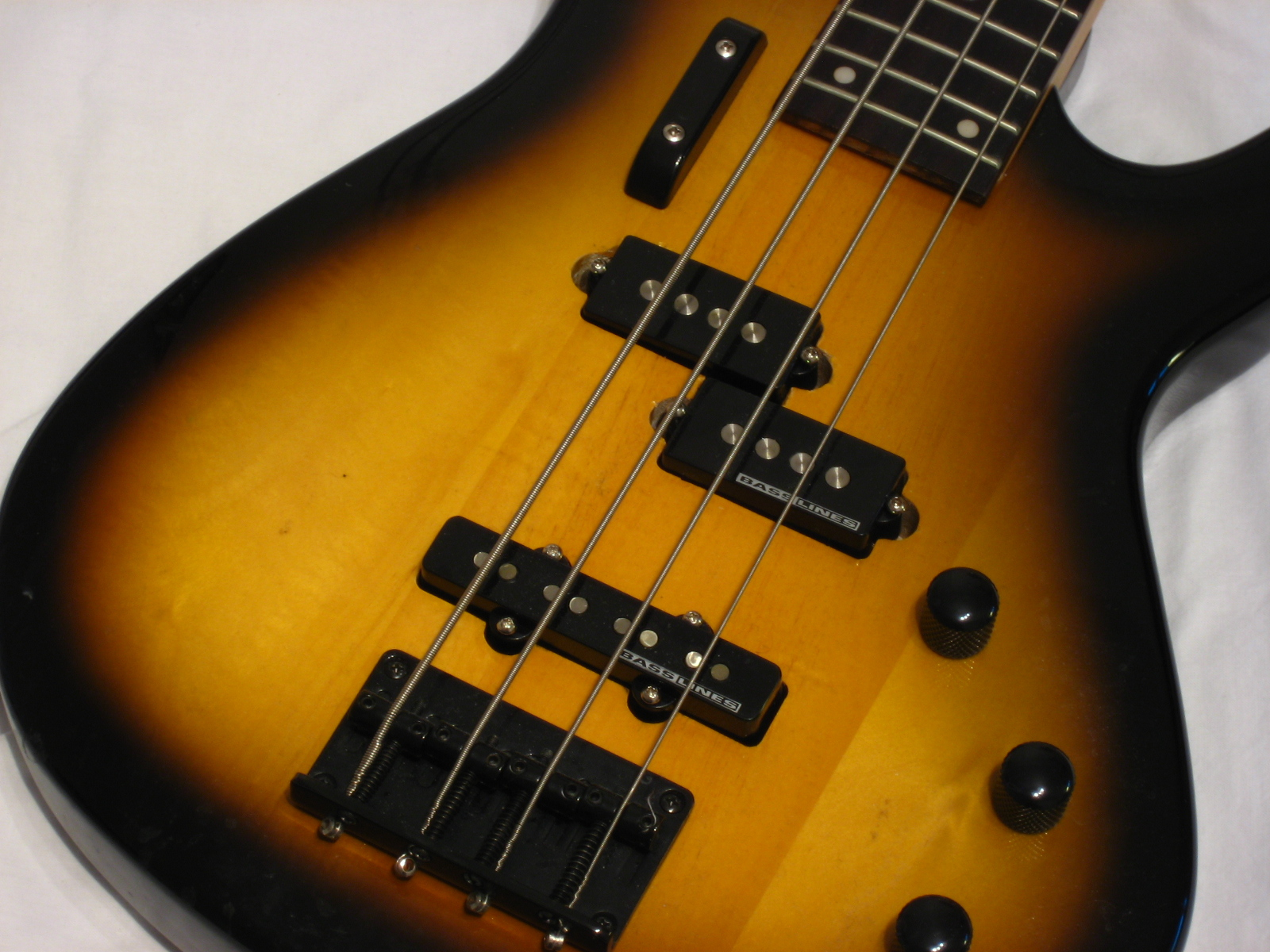
Micros d'une basse électrique (en haut, un split coil de type Precision, en bas un micro de type Jazz Bass).

En 1944, Leo Fender invente (pour la K&F company) un autre type de micro à simple bobinage mais dont les aimants sont séparés. La portion de corde qui participe à la génération du son est plus étroite, les partiels élevés sont mieux représentés lorsque la position du capteur correspond à un ventre, moins bien lorsqu'elle correspond à un nœud ; dans l'ensemble, le son est plus « brillant ».
Un problème se pose avec les single coils : le bobinage des micros capte le champ magnétique généré par le courant alternatif présent partout. Il en résulte un faible bourdonnement permanent, la ronflette, appelée en anglais hum. Pour y remédier, un ingénieur de chez Gibson, Seth Lover, invente le humbucker, un micro à double bobinage monté à partir de 1956 sur des guitares hawaïennes et de 1957 sur des guitares électriques.
Par la suite, on introduisit dans le même but des variantes à deux bobinages, mais un seul aimant.
Dans les années 1980, le développement du hard rock et du heavy metal donne naissance à la Super Strat, une guitare de type Stratocaster mais avec un humbucker en position chevalet pour donner un son plein et puissant avec de la saturation.
L'utilisation des transistors a permis la fabrication de micros guitare « actifs » et la transmission sans fil, par un canal radio.
Depuis quelques années[Quand ?], des chevalets à capteur piézoélectrique (ceux des guitares électroacoustiques) ont fait leur apparition, que l'on peut combiner aux micros déjà présents sur la guitare. Ce capteur a besoin d'un préamplificateur.
L'essor de l'utilisation de l'électricité a permis une amélioration des matériaux ferromagnétiques, tel que l'Alnico, ou les matériaux céramiques constituées essentiellement d'oxydes de fer et de carbonate de strontium.

### Articles sur des micros
- Gibson L-4
- Humbucker
- P-90
- Single coil
- Wide Range